# Pauline Starke
Pauline Starke (Joplin, 10 gennaio 1901 – Santa Monica, 3 febbraio 1977) è stata un'attrice statunitense, attiva soprattutto all'epoca del muto.

## Biografia
Fece il suo debutto nel cinema nel 1914, a soli 13 anni, nel cortometraggio The Claws of Green. Nel 1916 apparve in un numero di danza in Intolerance di D.W. Griffith. Continuò a interpretare piccole parti finché il regista Frank Borzage, a partire dal 1917, iniziò ad affidarle ruoli da protagonista.
Scelta nel 1922 come una delle WAMPAS Baby Stars, la Starke tra il 1916 e il 1935 interpretò un buon numero di film, molti come protagonista, imponendosi come una delle principali attrici degli anni venti. Nella sua carriera, durata dal 1914 al 1943, partecipò a 71 film.
Si sposò due volte, prima con il produttore/regista Jack White nel 1927, poi con l'attore George Sherwood. Morì per le conseguenze di un ictus il 3 febbraio 1977, all'età di 76 anni.

## Riconoscimenti
- WAMPAS Baby Stars 1922
- Per il suo contributo allo sviluppo dell'industria cinematografica le è stata dedicata una stella sulla Hollywood Walk of Fame al 6125 dell'Hollywood Boulevard.

## Filmografia
- The Claws of Green (1914)
- Intolerance, regia di David Wark Griffith (1916)
- Puppets, regia di Tod Browning (1916)
- The Rummy, regia di Paul Powell (1916)
- The Wharf Rat, regia di Chester Withey (1916)
- Cheerful Givers, regia di Paul Powell (1917)
- Madame Bo-Peep, regia di Chester Withey (1917)
- The Regenerates, regia di E. Mason Hopper (1917)
- Until They Get Me, regia di Frank Borzage (1917)
- The Argument, regia di Walter Edwards (1918)
- The Shoes That Danced, regia di Frank Borzage (1918)
- Innocent's Progress, regia di Frank Borzage (1918)
- The Man Who Woke Up, regia di James McLaughlin (1918)
- Alias Mary Brown, regia di Henri d'Elba (1918)
- Daughter Angele, regia di William C. Dowlan (1918)
- The Atom, regia di Frank Borzage (1918)
- Irish Eyes, regia di William C. Dowlan (1918)
- Whom the Gods Would Destroy, regia di Frank Borzage (1919)
- The Life Line, regia di Maurice Tourneur (1919)
- Eyes of Youth, regia di Albert Parker (1919)
- The Broken Butterfly, regia di Maurice Tourneur (1919)
- Soldiers of Fortune, regia di Allan Dwan (1919)
- Fratelli nemici (The Little Shepherd of Kingdom), regia di Wallace Worsley (1920)
- Dangerous Days, regia di Reginald Barker (1920)
- Il coraggio di Magda (The Courage of Marge O'Doone), regia di David Smith (1920)
- Seeds of Vengeance, regia di Oliver L. Sellers (1920)
- The Untamed, regia di Emmett J. Flynn (1920)
- Le avventure di un americano alla Corte di re Arturo (A Connecticut Yankee in King Arthur's Court), regia di Emmett J. Flynn (1921)
- Snowblind, regia di Reginald Barker (1921)
- Salvation Nell, regia di Kenneth S. Webb (1921)
- The Forgotten Woman, regia di Park Frame (1921)
- Wife Against Wife, regia di Whitman Bennett (1921)
- The Flower of the North, regia di David Smith (1921)
- My Wild Irish Rose, regia di David Smith (1922)
- If You Believe It, It's So, regia di Tom Forman (1922)
- The Kingdom Within, regia di Victor Schertzinger (1922)
- Il supplizio del tam-tam (Lost and Found on a South Sea Island), regia di R.A. Walsh (Raoul Walsh) (1923)
- Little Church Around the Corner, regia di William A. Seiter (1923)
- The Little Girl Next Door, regia di W. S. Van Dyke (1923)
- His Last Race, regia di B. Reeves Eason e Howard M. Mitchell (1923)
- In the Palace of the King, regia di Emmett J. Flynn (1923)
- Eyes of the Forest, regia di Lambert Hillyer (1923)
- Arizona Express, regia di Tom Buckingham (1924)
- Missing Daughters, regia di William H. Clifford (1924)
- L'Inferno (Dante's Inferno), regia di Henry Otto (1924)
- Cuori di quercia (Hearts of Oak), regia di John Ford (1924)
- La zarina (Forbidden Paradise), regia di Ernst Lubitsch (1924)
- The Devil's Cargo, regia di Victor Fleming (1925)
- The Man Without a Country, regia di Rowland V. Lee (1925)
- Adventure, regia di Victor Fleming (1925)
- Sun-Up, regia di Edmund Goulding (1925)
- Bright Lights, regia di Robert Z. Leonard (1925)
- 1925 Studio Tour documentario (1925)
- Screen Snapshots documentario (1926)
- La signora dalle camelie (Camille), regia di Fred Niblo (1926)
- Dance Madness, regia di Robert Z. Leonard (1926)
- La collana di Penelope (Honesty - The Best Policy), regia di Chester Bennett e Albert Ray (1926)
- War Paint, regia di W. S. Van Dyke (1926)
- Un marito da vendere (Love's Blindness), regia di John Francis Dillon (1926)
- Women Love Diamonds, regia di Edmund Goulding (1927)
- Captain Salvation, regia di John S. Robertson (1927)
- Dance Magic, regia di Victor Halperin (1927)
- Streets of Shanghai, regia di Louis J. Gasnier (1927)
- I vichinghi (The Viking), regia di Roy William Neill (1928)
- Man, Woman and Wife, regia di Edward Laemmle (1929)
- L'isola misteriosa (The Mysterious Island), regia di Benjamin Christensen e, non accreditati, Lucien Hubbard e Maurice Tourneur (1929)
- A Royal Romance, regia di Erle C. Kenton (1930)
- What Men Want, regia di Ernst Laemmle (1930)
- Twenty Dollars a Week, regia di Wesley Ford (1935)
- L'angelo perduto (Lost Angel), regia di Roy Rowland (1943) - non accreditata